# José María López Mezquita
José María López Mesquita (Granada, 23 d'abril del 1883 - Madrid, 6 de desembre del 1954) fou un pintor espanyol.

## Biografia
Va néixer a Granada el 23 d'abril de 1883 en el si d'una família de comerciants que no era l'ambient més propici per al sorgiment de la faceta artística a la qual va consagrar la seva vida. Als 9 anys va iniciar la seva formació al taller de J. Larocha i als 13, quan la seva família per negocis es trasllada a Madrid, va continuar a l'Escola de Pintura i Gravats.
El 1901 va rebre la medalla d'or de l'Exposició Nacional de Belles Arts pel seu llenç La cuerda de presos (Museu Reina Sofia, Madrid) i esments especials a altres obres presentades.
La seva formació li va permetre viatjar a Bèlgica, Països Baixos, Anglaterra i França, sota el mecenatge de la infanta Isabel de Borbó i Borbó a la qual va retratar juntament amb la marquesa de Nájera (Museu d'Història de Madrid, 1915).
Va tornar a la seva terra natal, Granada, el 1905 on va pintar Retrato de mis amigos, El velatorio o La juerga. Tot i destacar en el retrat, també són d'aquesta època Otoño en la Alhambra i Vista del Albaicín. Va ser cofundador el 1910 de l'Associació Espanyola de Pintors i Escultors.
Aquest destacat retratista i acadèmic de San Fernando, va marxar el 1926 als Estats Units, on va residir molts anys amb breus retorns a Espanya i va conrear èxits a Brussel·les o Buenos Aires.
Treballador silenciós i disciplinat, l'obra de López Mesquita transporta de la senzillesa espontània fins al conscient, de la superficialitat a la profunditat, de l'aparença a la realitat, de la mirada a la visió.
Pintor de prestigi internacional, va ser membre de la Hispanic Society per a la qual va pintar una sèrie de retrats i ho va ser també de les Acadèmies de Belles arts de Lisboa, Anvers i Cuba. Després de la guerra civil, va romandre a l'estranger, i fins a 1952 no va tornar a Espanya. Pròxima la seva mort, encara va seguir treballant fins que el 6 de desembre de 1954 va morir a Madrid.
Entre els seus deixebles, podem citar el pintor granadí Francisco Soria Aedo.
Co-fundador, l'11 de febrer de 1933 de l'Associació d'Amics de la Unió Soviètica, creada en uns temps en què la dreta sostenia un to condemnatori en relació als relats sobre les conquestes i els problemes del socialisme a l'URSS.